# Тисмански манастир
Манастирът Тисмана (на румънски: Mănăstirea Tismana) или Тисманският манастир е манастир от Крайовската архиепископия на Румънската православна църква. Първо историческо духовно и символно свято място на Влахия, редом с Козият манастир. 
Манастирът е основан от Никодим Тисмански при влашкия войвода Владислав I (1364–1377). Изграждането на манастира е завършено при влашкия войвода Раду I (1377–1383), а постфактум и затвърдено при неговите синове Дан I (1383–1386) и Мирча Стари (1386–1418).
Манастирът е осветен на 15 август 1378 г., като католиконът му е посветен на „Успение Богородично“. Никодим Тисмански основава в манастира първата във Влахия преписваческа (калиграфска) и монашеска школа, като в манастирската библиотака се съхраняват най-старите (от XIV век) влашки ръкописи. След преврата в Румъния от 23 август 1944 г. всички ръкописи от манастирската библиотека са обявени от Червената армия за военен трофей, опаковани, изнесени и транспортирани в Москва, където се ѝ съхраняват.
На 22 и 23 януари 1821 г. Тудор Владимиреску се укрепва в манастира и установява тук своя щаб, след което се насочва към Падеш, където на 23 януари пред няколкостотин олтенски пандури отправя Падешката прокламация.